# Августа Шварцбург-Зондерсгаузенська
Альбертіна Шарлотта Августа Шварцбург-Зондерсгаузенська (нім. Albertine Charlotte Auguste von Schwarzburg-Sondershausen, 1 лютого 1768 — 26 грудня 1849) — принцеса Шварцбург-Зондерсгаузенська, донька принца Шварцбург-Зондерсгаузенського Августа II та принцеси Ангальт-Бернбурзької Крістіни Єлизавети, дружина князя Вальдек-Пірмонту Георга I, матір князя Вальдек-Пірмонту Георга II.

## Біографія
Авґуста народилась 1 лютого 1768 року у Зондерсгаузені. Вона була третьою дитиною та другою донькою в родині принца Шварцбург-Зондерсгаузенського Августа II та його дружини Крістіни Єлизавети Ангальт-Бернбурзької. Мала старшого брата Фрідріха та сестру Катерину. Згодом сімейство поповнилося трьома молодшими дітьми.
Правив князівством їхній дядько Крістіан Ґюнтер III.
У 16-річному віці Авґуста була видана заміж за 37-річного спадкоємного принца Вальдек-Пірмонту Георга. Наречений був молодшим братом правлячого князя Фрідріха Карла Августа. Вінчання пройшло 12 вересня 1784 року в Оттервіші. У подружжя народилося тринадцятеро дітей.
Від 1787 року у віданні родини знаходився Роденський замок, який до 1795 активно переплановувався. В ньому сімейство мешкало до 1806 року.
У 1805 році відбувся розподіл територій між Фрідріхом Карлом Августом, який залишився князем Вальдеку, та Георгом, який став князем Пірмонту. У вересні 1812 року Георг після смерті брата став володарем воз'єднаних територій Вальдек-Пірмонту, Авґуста стала княгинею-консортом. Восени 1813 року Георг пішов з життя. Авґуста пережила його більш, ніж на 35 років.
Княгиня пішла з життя у 81-річному віці, переживши одинадцятьох своїх дітей, за часів правління онука Георга Віктора. Була похована поруч із чоловіком у мавзолеї князівської родини, що знаходиться на західному схилі замкової гори у парку біля Роденського замку.

## Родина
Чоловік — Георг I, князь Вальдек-Пірмонтський
Діти:
- Крістіана (1787—1806) — настоятелька Шаакенського монастиря, одружена не була, дітей не мала;
- Карл (1788—1795) — прожив 7 років;
- Георг (1789—1845) — наступний князь Вальдек-Пірмонту у 1813—1845 роках, був одружений з Еммою Ангальт-Бернбург-Шаумбург-Хоймською, мав із нею п'ятеро дітей;
- Фрідріх (1790—1828) — граф Вальдеку, був одружений з Урсулою Полле, мав трьох дітей;
- Крістіан (1792—1795) — прожив 3 роки;
- Авґуста (1793—1794) — прожила 8 місяців;
- Йоганн (1794—1814) — пішов з життя у віці 20 років бездітним та неодруженим;
- Іда (1796—1869) — дружина князя Шаумбург-Ліппе Георга Вільгельма, мала дев'ятеро дітей;
- Вольрад (1798—1821) — помер у віці 23 років бездітним та неодруженим;
- Матильда (1801—1825) — дружина герцога Євгена Вюртемберзького, мала доньку та двох синів;
- Карл Крістіан (1803—1846) — був одружений з графинею Амалією цур Ліппе-Бістерфельд, мав трьох синів;
- Кароліна (1804—1806) — прожила півтора року;
- Герман (1809—1876) — був одружений графинею з Агнесою Телекі де Чек, нащадків не залишив.